# Norman Spinrad
Norman Spinrad (Nueva York, 15 de septiembre de 1940) es un escritor de ciencia ficción estadounidense.
Spinrad ha sido asociado habitualmente a la Nueva Ola, y de hecho su novela más conocida, Incordie a Jack Barron, fue publicada inicialmente en versión serializada en la New Worlds de Michael Moorcock.
Ha sido presidente de la Asociación de escritores de ciencia ficción y fantasía de Estados Unidos (SFWA) en dos ocasiones.
En su última novela, El rey druida, ha cambiado totalmente de género, para internarse en la novela histórica.